# Krismon
Krismon är en förkortad åkallan av Kristus som förekommer i handskrifter från 400-talet till 1200-talet. Tecknet förekommer helst i början av handskriften och består av en långsträckt figur som bildats av kristusmonogrammet och är försedd med tironska snabbskriftstecken. Efterhand blir prydnaderna meningslösa krumelurer. Krismon övergår också till ett ornerat C. De tironska tecken som finns på krismon i flera handskrifter från den merovingiska tiden bör läsas som ante omnia Christus 'Kristus över allt!' eller Christus eller amen.
Bruket av krismon fortsätter i officiella skrivelser fram till mitten av 1200-talet. I enskilda urkunder används krismon något längre, men ofta används istället ett kors. Detta kors kan även förekomma i offentliga handlingar sedan 1300-talet.